# Cayetunya
Cayetunya is een geslacht van kevers uit de familie bladkevers (Chrysomelidae).
De wetenschappelijke naam van het geslacht werd in 1958 gepubliceerd door Bechyne.

## Soorten
- Cayetunya clarki Flowers, 1997
- Cayetunya colombiana Flowers, 1997
- Cayetunya tifferi Flowers, 1997